# Филип Нойс
Филип Нойс (на английски език Phillip Noyce) е австралийски филмов режисьор. Познат най-вече с филмите си Патриотични игри, Реална опасност (и двата са по романи на Том Кланси), Колекционерът, Светецът и др.

## Биография
Роден е на 29 април 1950 г. в Грифит, Нов Южен Уелс. Завършва „Баркър Колидж“ в Сидни. Започва да снима късометражни филми на 18-годишна възраст, като започва с „Better to Reign in Hell“, в който използва свои приятели като актьори.
Усетил своето призвание се записва в „Австралийско кино и телевизионно училище“, през 1973 година.
През 1977 година снима първия си пълнометражен филм – „Backroads“. С втория си филм „Newsfront“ (1978) Нойс постига търговски успех, и благосклонна реакция на кино критиците. С филма печели наградата на австралийския филмов институт (AFI) за „най-добър филм“, режисьор, както и за адаптиран сценарий. Работи върху два минисериала за австралийската телевизия (в екип с друг австралийски режисьор Джордж Милър) – „The Dismissal“ (1983) и „Cowra Breakout“ (1984).
През 1989 г. Милър създава филм, които му донася успех и популярност в САЩ и Европа. Трилъра Мъртвешко спокойствие (Dead Calm), е не само динамичен и напрегнат филм, но е и продукцията която прави младата австралийка Никол Кидман звезда.
Неговият най-голям търговски успех е екранизацията на бестселърите на писателя Том Кланси, Патриотични игри (1992) и продължението Реална опасност (1994), с участието на Харисън Форд.
През 2002 година, с неговия филм „Rabbit Proof Fence“, печели наградата за „най-добър филм“ на Австралийския филмов институт. Нойс постигна голямо признание от Филмовата Академия на Съединените щати, за филма „Тихият американец“, филм, който беше номиниран за Академична награда „Оскар“, в категория „Награда за най-добра мъжка роля“ (Майкъл Кейн).

## Семейство
В продължение на 6 години е женен за филмовата продуцентка Ян Чапман (1971 – 1977), след като се разделят се жени за продуцентката Джан Шарп, като двамата имат едно дете – Лусия.

## Избрана филмография
- The Bielski Brothers (снима се)
- American Pastoral (очаква се)
- Mary Queen of Scots (2008)
- Хвани огъня (2006)
- Братството (2006) ТВ сериал
- Добре дошли в Сао Пауло (2004)
- Tru Calling (2003) ТВ сериал (епизод 1,01 „Пилотен“)
- Тихият американец (2002)
- Rabbit-Proof Fence (2002)
- Patriot Games: Up Close (2002) (ТВ)
- Колекционерът (1999)
- The Repair Shop (1998)
- Светецът (1997)
- Реална опасност (1994)
- Сливър (1993)
- Патриотични игри (1992)
- Nightmare Cafe (1992) ТВ сериал (пилотен)
- Сляпа ярост (1989)
- Мъртвешко спокойствие (1989)
- Echoes of Paradise (1987)
- The Hitchhiker TV Series (1985)
  - Episode „The Curse“
  - Episode „Man of Her Dreams“
  - Episode „Man's Best Friend“
  - Episode „The Martyr“
  - Episode „Nightshift“
- The Cowra Breakout (1984)(мини) ТВ серии
- The Dismissal (1983) (мини) ТВ серии
- Heatwave (1982)
- Newsfront (1978)
- Backroads (1977)
- God Only Knows Why, But it Works (1975)
- Castor and Pollux (1973) (късометражен)
- That's Showbiz (1973) (късометражен)